# Батори, Елизавета
Елизаве́та или Э́ржебет Ба́тори из Эчеда (венг. ecsedi Báthory Erzsébet (-Nádasdy)) или Альжбе́та Ба́торова-На́дашди (словац. Alžbeta Bátoriová-Nádasdy; 7 августа 1560, Ньирбатор, Королевство Венгрия — 21 августа 1614, замок Чахтице, Королевство Венгрия, ныне Словакия), называемая также Чахтицкая пани или Кровавая графиня — венгерская графиня из известного рода Батори, богатейшая аристократка Венгрии своего времени, известная серийными убийствами девушек.
Батори занесена в Книгу рекордов Гиннесса как женщина, совершившая самое большое количество убийств, хотя точное число её жертв неизвестно.
Графиня и четыре человека из её прислуги были обвинены в применении пыток и убийстве сотен девушек между 1585 и 1610 годами. Наибольшее число жертв, названных в ходе суда над Батори — 650 человек. Тем не менее это число исходит из заявления некой женщины по имени Жужанна, которая, по её словам, обнаружила в одной из частных книг Батори список жертв графини и сообщила об этом будущему участнику суда над графиней Якову Силваши. Однако книга так и не была найдена и больше не упоминалась в показаниях Силваши. Несмотря на все доказательства против Елизаветы, влияние её семьи не дало Кровавой графине предстать перед судом. В декабре 1610 года Батори была заключена в венгерском замке Чахтице, где графиня была замурована в комнате вплоть до своей смерти четыре года спустя.
Историю серийных убийств и жестокости Батори подтверждают показания более 300 свидетелей и пострадавших, а также вещественные доказательства и наличие ужасно изуродованных тел уже мёртвых, умирающих и заключённых девушек, найденных во время задержания графини. Рассказы, которые приписывают ей вампиризм (наиболее известный из них говорит о купании графини в крови девственниц, чтобы сохранить молодость), появились через много лет после смерти Батори и являются недостоверными. История Кровавой графини стала частью национального фольклора, популярной и по сей день.

## Биография

### Ранняя жизнь
Эржебет Батори родилась 7 августа 1560 года в семейном особняке в венгерском городке Ньирбаторе. Родители Эржебет происходили из двух ветвей одного рода: отцом девочки был Дьёрдь Батори из Эчеда, брат трансильванского воеводы Андраша Батори; матерью — Анна Батори, дочь другого воеводы Трансильвании Иштвана IV из Шомьё и племянница польского короля Стефана Батория. У Эржебет был старший брат Иштван и две младшие сестры — Клара и София. Эржебет провела детство в замке Эчед, где изучала латынь, немецкий и греческий языки. В детском возрасте у нее случались припадки, причиной которых могла быть эпилепсия.

### Замужество
В возрасте 15 лет Эржебет  обручена с Ференцем Надашди, сыном барона Тамаша Надашди из Фогарашфёльда и Оршойи Канижаи; такой союз, вероятно, основывался на политических мотивах. Брак был заключён 8 мая 1575 года в замке Вранова. На свадьбу было приглашено около 4,5 тысяч гостей. Эржебет переселилась в замок семьи Надашди в Шарваре, где проводила много времени в одиночестве, пока Ференц учился в Вене.
В качестве свадебного подарка Ференц даровал Эржебет Чахтицкий замок и 12 деревень вокруг него. Замок, расположенный у подножия Малых Карпат недалеко от Тренчина, был куплен в 1579 году для Ференца его матерью вместе с загородным домом Чейте и семнадцатью окрестными деревнями. Ференц был лютеранином, но Эржебет, как до брака с ним, так и после, исповедовала кальвинизм. Впрочем, она не притесняла лютеран. Более того, она финансировала строительство лютеранских школ.
В 1578 году муж Эржебет был назначен командующим венгерскими войсками в войне против турок. Во время отсутствия мужа Эржебет занималась управлением делами и хозяйством. Во время т. н. «долгой войны» (1593—1606) Эржебет была поручена защита имений мужа, расположенных на пути в Вену. Угроза была значительной: в то время как деревня Чейте ранее уже была разграблена турками-османами, Шарвар, расположенный вблизи границы, разделявшей Венгрию на королевскую и оккупированную османами, оказался в ещё большей опасности. Было несколько случаев, когда Эржебет выступала в защиту обездоленных женщин, в том числе тех, чьи мужья были захвачены турками, и тех, чьи дочери были изнасилованы и беременны.
4 января 1604 года в возрасте 48 лет умер Ференц Надашди. Хотя точная природа болезни, которая привела к его смерти, неизвестна, она, похоже, началась в 1601 году, и первоначально вызвала изнурительные боли в ногах. С этого времени здоровье Ференца всё ухудшалось, пока в 1603 году он не стал инвалидом. Перед смертью Ференц Надашди поручил заботу о своих наследниках вдовцу Дьёрдю Турзо, который позже расследовал преступления Эржебет.

#### Дети
Эржебет родила от Ференца шестерых детей:
- Анна (венг. Anna) (ок. 1585 — после 1609), была замужем за Миклошем VI Зриньи;
- Каталин (венг. Katalin) (р. ок. 1594), была замужем за Дьёрдем Другетом;
- Пал (венг. Pál) (1593/1597—1633/1650);
- Андраш (венг. András) (1598—1603);
- Миклош (венг. Miklós), был женат на Жужанне Зриньи; Миклош, возможно, был не сыном, а двоюродным братом Эржебет[10][18];
- Оршоя (венг. Orsolya).

Все дети Батори находились на попечении гувернанток, сама же Эржебет практически не принимала участия в их воспитании.
Помимо этих шестерых детей, Эржебет иногда приписывается ещё один ребёнок — сын Дьёрдь, умерший в младенчестве.
Кроме того, ходили слухи, что в 13 лет (до брака с Ференцем Надашди) Эржебет забеременела от слуги из замка Шарвар Ласло Бенде. Ференц жестоко наказал Ласло, кастрировав его и бросив своре собак, а беременную жену перевёз в другое владение семьи Надашди. Здесь Эржебет родила дочь Анастасию, которую сразу же разлучили с матерью, дабы спасти от позора семью. Девочку передали другой женщине из рода Батори. Никаких документальных подтверждений существования ребёнка не было, что привело к выводу, что младенец был убит.

## Обвинение

### Расследование
Между 1602 и 1604 годом, после того как слухи о зверствах графини Батори распространились по королевству, лютеранский служитель Иштван Мадьяри стал жаловаться на неё, как публично, так и при дворе в Вене. Он обвинял её в том, что она занимается оккультными науками и проводит дьявольские обряды. Венгерским властям потребовалось некоторое время, чтобы начать реагировать на жалобы Мадьяри. Необходимо отметить то, что сообщения об убийстве графиней и её слугами крестьянок не повлекло реакции властей. Между тем, количество жалоб на графиню увеличивалось, эти жалобы стали обсуждаться по всей стране. В 1609 году появились сообщения об убийствах женщин дворянского происхождения. После этого последовала реакция властей. В начале 1610 года император Матвей назначил Дьёрдя Турзо, Палатина Венгрии, расследовать это дело. В марте того же года Дьёрдь нанял двух нотариусов для сбора доказательств. В 1610 и 1611 году нотариусы получили показания более 300 свидетелей. Судебные записи включали показания четырёх обвиняемых, а также тринадцати свидетелей. Были допрошены священники, дворяне и простолюдины. Среди свидетелей оказались кастелян и другая прислуга замка Шарвар. Среди тех, кто обвинял Батори в преступлениях, был лютеранский пастор Чейте Янош Поникенуш, он обвинял графиню в том, что она занимается колдовством и каннибализмом. Об этом он писал Палатину Д. Турзо.
По всем показаниям, первыми жертвами Эржебет Батори стали девочки-подростки, дочери местных крестьян, многие из которых были привлечены в Чахтицкий замок предложением хорошо оплачиваемой работы в качестве служанок в замке. Позже графиня начала убивать дочерей мелкопоместного дворянства, которые были отправлены в её гинекей их родителями, чтобы девочки обучались придворному этикету. Также имели место похищения. Зверства, описанные наиболее последовательно, включали в себя жестокие побои, сжигание или увечья рук, откусывание плоти от лица, рук и других частей тела, замораживание или голодную смерть. Существует гипотеза, согласно которой графиня использовала иглы во время своих убийств.
Некоторые свидетели называли родственников, которые умерли в доме графини. Другие сообщали, что видели следы пыток на телах, которые были захоронены на кладбищах и в других местах. Также два свидетеля (участники суда Бенедикт Дежё и Яков Сильваши) своими глазами видели, как графиня пытает и убивает молоденьких служанок. По свидетельству подсудимых, Эржебет Батори пытала и убивала своих жертв не только в замке Чахтице, но и в других владениях: Шарваре, Неметкерестуре, Пожони, Вене и так далее. Кроме подсудимых, в качестве подручных Эржебет Батори были названы несколько человек, которые доставляли девушек в дом графини обманом или силой. Личностью, имевшей влияние на Батори, была названа некая Анна Дарвулиа, скончавшаяся задолго до суда.

### Арест
Турзо попал в замок Чахтице 30 декабря 1610 года и арестовал графиню Батори и четверых её слуг, которых считал сообщниками: Доротью Семтеш, Илону Йо, Катарину Беницку и Яноша Уйвари (Ибиш или Фицко). Люди Турзо, по сообщениям, нашли одну девушку мёртвой и одну — умирающей, и сообщили, что ещё одна женщина была найдена раненой, в то время как другие были заперты. Графиню посадили под домашний арест.
Хотя обычно считается, что Батори была поймана с поличным во время пыток, этому мало доказательств. Первоначально Турзо сделал заявление для гостей Батори и сельских жителей, что он поймал её с поличным. Тем не менее графиня была арестована и задержана до нахождения и предъявления жертв. Представляется наиболее вероятным, что версия Турзо о том, что Батори была обнаружена в крови, была приукрашена беллетристами. Согласно записям, которые сделали люди Палатина, Турзо арестовал графиню в то время, когда она ужинала.
Турзо обсудил дальнейшее разбирательство с сыном Эржебет Палом и двумя её зятьями. Суд и казнь вызвали бы публичный скандал и опозорили благородную и влиятельную семью, которая в то время правила в Трансильвании; к тому же значительная часть собственности Эржебет отошла бы короне. Турзо, вместе с Палем и зятьями Эржебет, первоначально запланировали отправить графиню в монастырь, но, поскольку распространились данные об убийствах Батори дочерей мелкой аристократии, было решено, что графиня Батори будет находиться под строгим домашним арестом и дальнейшего наказания следует избежать.
Император Матвей призвал Турзо предать Эржебет суду и предложил приговорить её к смертной казни, но Турзо удалось убедить короля, что такой акт может негативно повлиять на дворянство. Причины, побудившие Турзо к такому вмешательству, обсуждаются учёными. Было установлено, что Матвей тем самым избежал необходимости погашать большую денежную задолженность перед Эржебет.

### Гипотетические причины убийств
- Согласно одной из гипотез, Эржебет Батори болела эпилепсией. В то время симптомы этой болезни диагностировали как «осенние инфекции», а процесс лечения включал в себя втирание крови. Поэтому графиня могла совершать убийства с целью добыть кровь для лечения эпилепсии. Впрочем, эти предположения не имеют убедительных доказательств[9][32].
- Существует гипотеза о том, что Эржебет Батори была обучена жестокости в своей семье. Согласно этой гипотезе, она с детства видела жестокие наказания, а также обряды колдовства и сатанизма. Серьёзных доказательств этой гипотезы также нет[9][33][34].
- Рассказы, которые приписывают ей вампиризм (наиболее известный из них говорит о купании графини в крови девственниц, чтобы сохранить молодость), появились через много лет после смерти Батори и являются недостоверными[35].
- Доктор юридических наук Кимберли Л. Крафт выдвинула гипотезу о том, что обучить графиню жестоким способам пыток слуг и поспособствовать её убийствам мог её муж Ференц Надашди, а также служанка Анна Дарвулиа, имевшая большое влияние на Батори. Однако эта гипотеза также не имеет серьёзных доказательств[10].
- Имеет место и гипотеза о том, что садизм графини был признаком психического заболевания, вызванного генетическими дефектами в результате инбридинга (её родители принадлежали к разным ветвям одного рода). Однако эта версия крайне недостоверна, так как её родители были отделены от их последнего общего предка семью поколениями[14].

## Суд
Суд над пособниками Батори начался 2 января 1611 года в Биче под председательством судьи Королевского Верховного суда Теодосиуса Сирмиенсиса из Суло и 20 помощников судьи. Необходимо отметить то, что самой графине Эржебет Батори не дали высказать свою точку зрения по рассматриваемому делу, ей даже не дали приехать на суд. Десятки свидетелей и пострадавших, иногда до 35 человек в день, давали показания. Необходимо отметить то, что большинство свидетелей не рассказывало то, что видели сами, а пересказывало информацию, которую ему рассказали названные ими люди. В дополнение к свидетельствам суд также рассмотрел обнаруженные скелеты и части трупов в качестве доказательств.
Точное число жертв Эржебет Батори неизвестно, и даже современные ей оценки сильно различались. В ходе судебного разбирательства Сентеш и Фицо сообщили о 36 и 37 жертвах соответственно в период их службы у графини. Другие обвиняемые сообщали о 50 жертвах или более. Многие слуги замка Шарвар оценили число трупов, вывезенных из замка, в пределах от 100 до 200 человек. Одна из свидетельниц, женщина по имени Жужанна, упомянула книгу, в которой Батори якобы хранила список в общей сложности более 650 жертв, и это число перешло в легенду. Поскольку число 650 не могло быть доказано, официально было признано наличие 80 жертв. Местоположение дневников Батори, в которых могла находиться информация, полезная суду, неизвестно, но 32 письма, написанных Батори, хранятся в венгерском государственном архиве в Будапеште. Источники называют разное число жертв: от 20 до 2000 человек.
Трое подсудимых — Сентеш, Йо и Фицко — были приговорены к смерти; приговор был исполнен незамедлительно. У Сентеш и Йо были оторваны пальцы раскалёнными щипцами, после чего обе служанки были сожжены на костре. Фицко, которого считали менее виновным, был обезглавлен, а тело было сожжено. Беницка была приговорена к пожизненному заключению, поскольку было доказано, что она была подавлена и подверглась издевательствам со стороны других женщин.

## Последние годы и смерть
Местом заключения Батори был назван замок Чахтице, где её поместили в одиночную камеру (предположительно, её же комнату) и заложили окна и двери, оставив лишь небольшие отверстия для вентиляции и подачи пищи. Здесь Эржебет пробыла вплоть до своей смерти. Хотя сегодня ставится под сомнение информация о том, что она была замурована в одной из своих комнат. Существует версия, основанная на письменном документе о визите пасторов 1614 года, согласно которой, Батори остаток жизни провела под домашним арестом, имея право свободно перемещаться по замку.
В сентябре 1610 года она написала завещание, в котором оставила всё текущее и будущее наследственное владение своим детям. В декабре 1610 года она подписала документ о распределении своих поместий, земли и имущества между своими детьми.
21 августа 1614 года вечером Эржебет пожаловалась своему стражу, что её руки холодны, однако он посоветовал графине прилечь. Эржебет легла спать, а утром была найдена мёртвой. Существует гипотеза о том, что графиня умерла от яда. Графиня была похоронена в церкви Чахтице 25 ноября, но, по некоторым данным, из-за протестов местных жителей тело Эржебет было перенесено в поместье в Эчеде, где она родилась, и захоронено в семейном склепе. Нынешнее местонахождение тела графини неизвестно.

## Альтернативная версия
Некоторые авторы, такие как Ласло Надя и доктор Ирма Садецки-Кардош, утверждают, что Эржебет Батори стала жертвой заговора. Надя утверждал, что дело было в значительной степени мотивировано политикой. Теория вполне согласуется с венгерской историей того времени, когда существовал религиозный и политический конфликт: война с Османской империей, распространение протестантизма и расширение власти Габсбургов над Венгрией.
Сторонники этой точки зрения обращают внимание на недостаток достоверных исторических источников по этой теме. Характерны процессуальные нарушения, нестыковки и скоротечность судебного процесса над её прислугой: предполагаемых соучастников графини Батори жестоко пытали, а после получения признаний очень быстро казнили.
По мнению Ирмы Садецки-Кардош, Палатин Венгрии Дьёрдь Турзо провёл «дело Эржебет Батори» для того, чтобы ослабить влияние её рода. Ещё она указывает на то, что графиня и несколько её обученных слуг занимались врачеванием, но в ту эпоху лечение было довольно жестоким, поэтому это несложно было выдать за пытки в ходе разбирательств.
Существует мнение о том, что обвинения против Эржебет Батори были политически мотивированной клеветой, давшей возможность её родственникам присваивать себе земли, принадлежавшие Батори. Помимо этого, необходимо отметить тот факт, что «дело Батори» дало возможность венгерскому королю Матьяшу II добиться от семьи Батори аннулирования большого долга перед Эржебет, что, безусловно, было выгодно для короля. 
Однако есть и многочисленные контраргументы, выдвинутые против этой теории. Толчком к началу расследования преступлений Батори послужила жалоба от лютеранского служителя Иштвана Мадьяри. Это не соответствует теории о том, что католики/Габсбурги выступили против протестантки Батори, хотя религиозная напряжённость по-прежнему являлась возможным источником конфликта, поскольку Батори была сторонницей кальвинистов, а не лютеран. При попытке признать Батори невиновной необходимо учитывать показания около 300 свидетелей, дававших их, как считают сторонники теории, будучи в состоянии моральной паники. Помимо этого, Ирма Садецки-Кардош пишет про сохранившееся письмо жены Д. Турзо, в котором говорится о вербовке и отборе лжесвидетелей по «делу Эржебет Батори». Вещественные доказательства, собранные следователями, в том числе многочисленные тела мёртвых и умирающих девушек, найденных, когда в замок вошёл Турзо, также должны быть приняты во внимание или опровергнуты. Садецки-Кардош считает, что вещественные доказательства были преувеличены и Турзо исказил число мёртвых и степень травм раненых девушек, считавшихся жертвами Батори, благодаря чему он значительно выигрывал в своих политических амбициях.

## Память
- В дополнение к краеведческой выставке в музее замка Драскович в деревне Чахтице, расположенной под замком, можно увидеть выставку копий посуды и одежды графини. На главной площади сделана деревянная статуя графини Эржебет Батори[51].
- В Венгерском национальном музее была показана пара ножниц, которые были собственностью графини Эржебет Батори, с выгравированной надписью: «Báthori Erse 1603»[27].

## Образ в культуре

### Кинематограф
Существует несколько фильмов о самой графине Батори, а также основанных на её биографии:
- Вампиры (1957)
- Некрополь (1970; роль исполнила Вива Одер)
- Графиня Дракула (1971; роль исполнила Ингрид Питт)
- Ceremonia sangrienta (1973; роль исполнила Лючия Бозе)
- Чёрная жатва графини Дракулы (1973; роль исполнила Мария Силва)
- Аморальные истории (1974; третья новелла — «Эржебет Батори», роль исполнила Палома Пикассо)
- Кровавая Пани (1980; анимация)
- Мама Дракула (1980; в роли Элизабет Дракулы — Луиза Флетчер)
- Возвращение оборотня (1981; роль исполнила Джулия Сэли)
- Сердце тирана, или Боккаччо в Венгрии (1981)
- Ghost hunt (1997; аниме; 18-21 серии)
- Ванна крови (1999; роль исполнила Сюзанна Деверё)
- Батори (2000; роль исполнила Диана Уиттер)
- Alguien mató algo (2000)
- История Элизабет Батори (2000)
- Убийца любви (2002)
- Могила оборотня (2004; роль исполнила Мишель Бауэр)
- Вечная (2004; действие фильма разворачивается в наши дни, в роли «кровавой графини» выступает Элизабет Кейн; роль исполнила Кэролин Нерон)
- Братья Гримм (2005; Батори является прототипом Зеркальной Королевы; роль исполнила Моника Беллуччи)
- Ночь клыков (2005; роль исполнила Марина Музыченко)
- Остаться в живых (2006; роль исполнила Мария Калинина)
- Демонический коготь (2006; роль исполнила Кира Рид)
- Проклятье Дракулы (2006; роль исполнила Кристина Розенберг)
- Метаморфозы (2007; роль исполнила Адель Ковач)
- Кровь скарабея (2007; роль исполнила Моник Пэрент)
- Хеллбой: Кровь и металл (2007; анимация)
- Кровавая графиня — Батори (2008; роль исполнила Анна Фрил)
- Графиня (2009; роль исполнила Жюли Дельпи)
- Кровавая графиня (2011)
- Эпитафия: Хлеб и соль (2013; в роли Лиз Батори — Кейли Уильямс)
- Укусы целомудрия (2013; роль исполнила Луиза Гриффитс)
- Ночь страха 2: Свежая кровь (2013; роль исполнила Джейми Мюррей)
- 400 лет Кровавой Графини: Секрет за секретом (2014; документальный)
- Кровавая леди Батори (2015; роль исполнила Светлана Ходченкова)
- Салем (2015; телесериал, во втором сезоне появится эпизод «Bloodbath», вдохновлённый историей Батори)
- Страшные сказки (2015; телесериал, в первом эпизоде второго сезона Эвелин Пул (Хелен Маккрори) принимает ванну из крови молодой девушки)[источник не указан 3155 дней]

### Музыка
Группы, названные в честь Батори
- Шведская группа Bathory была названа в её честь. В частности, в альбоме «Under the Sign of the Black Mark» (1987 год) имелась песня, посвящённая непосредственно графине — «Woman of Dark Desires».
- Также в её честь названа голландская группа Countess.
- Сайт metal-archives.com содержит информацию ещё о ряде групп, названных в честь графини, такие как: Black Countess (Россия), Countess Bathory (есть чешская и американская группа с этим названием), Funeral Countess (Бразилия), Undead Countess (Мексика), The Blood Countess (США).

Песни и альбомы, посвящённые Батори
- Шведская группа Bathory выпустила в альбоме «Under the Sign of the Black Mark» (1987 год) песню, посвящённая непосредственно графине — «Woman of Dark Desires».
- Американская трэш-метал группа Slayer написала песню «Beauty Through Order» (альбом «World Painted Blood» 2009 года) посвящённую кровавой графине.
- Английская группа Venom написала для альбома «Black Metal» песню «Countess Bathory», посвящённую кровавой графине.
- Шведская группа Ghost написала песню «Elizabeth» для альбома «Opus Eponymous» 2010 года.
- Английская группа Cradle of Filth записала альбом «Cruelty and the Beast», полностью посвящённый Елизавете Батори. В частности, в альбоме присутствует 11-минутная концептуальная композиция «Bathory Aria».
- Группа из Флориды Kamelot записала трилогию «Elizabeth» в альбоме «Karma».
- Венгерская блэк-метал группа Tormentor написала песню «Elisabeth Bathory» (альбом «Anno Domini»).
- Чешская группа XIII.století посвятила графине песню «Elizabeth».
- Швейцарская группа Mordor выпустила в 1992 году альбом Csejthe, названный в честь Чахтицкого замка. В альбоме есть посвящённая Батори песня Bloody Countess.
- Немецкая группа Untoten записала целый альбом Die Blutgräfin в честь деяний графини Батори.
- Немецкая дарк-метал группа Nachtblut записала песню «Die Blutgräfin» для альбома Antik 2009 года.
- Американская группа из Сиэтла Aiden записала песню «Elizabeth», посвящённую жажде вечной жизни и жестокости графини Батори.
- Композиция «Báthory Erzsébet» группы Sunn O))).
- Русская группа Mistream написала песню «В крепости» о графине Батори.
- Российская группа Thornsectide выпустила песню «Батори»
- Российские группы Борода Бабая и Otto Dix выпустили песню "Темный слуга", посвящённую графине Батори.
- Композиция «Elizabeth» дарквейв артиста moonvampire

### Компьютерные игры
- В игре Castlevania: Bloodlines Батори является второстепенным отрицательным персонажем. Она выступает как помощница графа Дракулы. Её особенностью является поглощение жизненной энергии противника. Это первая компьютерная игра, где появляется Елизавета Батори.
- В онлайновой игре Ragnarok Online есть человекоподобный монстр Bathory, одна из её атак — «высасывание» очков жизни персонажа.
- В игре Diablo 2 в первом акте есть задание по прохождению подземелий замка графини, купавшейся в крови девственниц. В игре она была осуждена и похоронена заживо задолго до событий игры, и герой сражается с её воскресшим телом.
- Во вселенной Warhammer FB есть артефакт «кубок Батори», принадлежавший графине-вампирше Изабелле фон Карштайн, переданной ей её бабкой Батори.
- В игре BloodRayne одна из боссов игры утверждает, что она — прямой потомок графини.
- В онлайн игре Аллоды онлайн в обновлении 4.0.1 «Владыки судеб» есть астральный остров «Поместье кровавой графини».
- В игре Fate/Extra CCC одной из слуг является Елизавета Батори (Лансер).
- The Bloody Countess from Darkest Dungeon
- В игре Mortal Kombat (2011), графиня упоминается как любимый герой детства персонажа Scarlet.
- В онлайн игре Tera Online в одном из заданий есть персонаж Батори.
- В моде HDoom Батори — это имя девушки, заменяющей барона ада из оригинальной игры.[источник не указан 3155 дней]
- В онлайн игре Warframe, в обновлении Fortune, добавлен шлем «Батори» для варфрейма Гаруда, специализирующейся на умениях, сила которых завязана на крови убиваемых противников.
- В онлайн игре Honkai Impact 3rd есть набор стигм(предмет экипировки) из трех частей «Elizabeth Bathory»(«Vimpire Countess» set). В описании стигмы написано о ее приверженности Дракуле(см. другой набор стигм в HI3, «Dracula»(«Vimpire Prince» set)). Экипировка дает баффы при высоком уровне здоровья а также с некоторой вероятностью восстанавливает здоровье при экипировке всех трех стигм.